# Geno Washington
Geno Washington, geboren als William Francis Washington (Evansville, december 1943), is een Amerikaanse r&b-zanger, die tussen 1966 en 1969 vijf albums uitbracht met The Ram Jam Band en vanaf 1976 acht soloalbums.

## Biografie

### Begin tot eind jaren 60
Washington was in het begin van de jaren 60 gestationeerd in Engeland bij de luchtmacht van de Verenigde Staten. Terwijl gestationeerd in East Anglia, werd Washington bekend als een frequente stand-in bij optredens rond Londen. Toen gitarist Pete Gage hem in 1965 in een nachtclub zag, vroeg hij Washington om lid te worden van zijn nieuwe band, die Geno Washington & the Ram Jam Band zou worden. Gage vormde later Vinegar Joe met Elkie Brooks en Robert Palmer. De naam van de band kwam van de Ram Jam Inn, een oude koetsiersherberg aan de A1 (Great North Road) in Stretton, in de buurt van Oakham, Rutland.
De band had twee van de best verkochte Britse livealbums van de jaren 60. Hun commercieel meest succesvolle album was Hand Clappin, Foot Stompin, Funky-Butt ... Live! en stond 38 weken in de UK Albums Chart in 1966 en 1967, met een piek op nummer 5. Het andere album was Hipster Flipsters Finger Poppin' Daddies, dat nummer 8 in de Britse albumlijst bereikte. De band had een aantal gematigde UK Singles Chart-hits in 1966-1967 bij Pye Records: Water (nr. 39), Hi Hi Hazel (nr. 45), Que Sera Sera (nr. 43) en Michael (The Lover) (nr. 39). Door hun energieke tourneeoptredens wisten ze een sterke aanhang bij het publiek op te bouwen. Net als hun Pye-labelgenoten en rivalen Jimmy James & the Vagabonds werden ze populair in het modcircuit. De band ging in de herfst van 1969 uit elkaar, waarbij de bandleden hun eigen weg gingen, terwijl Geno Washington als soloartiest verder ging, voordat hij terugkeerde naar de Verenigde Staten. Toetsenist Geoffrey K. Pullum werd een academische taalkundige en is tegenwoordig professor aan de University of Edinburgh en een bekende taalblogger op de websites Language Log en Lingua Franca.
Washington verliet het Verenigd Koninkrijk om terug te keren naar de Verenigde Staten en verdween voor een lange tijd uit de muziekindustrie. Hij studeerde hypnose en meditatie, maakte kennis met The Beach Boys en nam met hen muziek op die nooit werd uitgebracht. Later nam hij de drie albums Geno's Back (1976), Live (1976) en That's Why Hollywood Loves Me (1979) op voor DJM Records.
Hij werd aangemoedigd om in 1980 een comeback te maken vanwege de hernieuwde interesse in hem als gevolg van de hit Geno van Dexys Midnight Runners, maar hij weigerde aanvankelijk, omdat hij zijn diploma in hypnose aan het afronden was. Maar al snel was hij terug in het Verenigd Koninkrijk en toerde hij uitgebreid en speelde hij vele optredens, vooral in het zuidoosten van Londen.

### Jaren 90 tot heden
Washington is actief geweest op het podium en heeft nieuwe muziek opgenomen en uitgebracht bij verschillende labels, met titels als Change Your Thoughts You Change Your Life, Live Sideways, Loose Lips, Put Out the Cat, The Return of the G, Take This Job and Stuff It en What's in the Pot?.
Vanaf 2021 waren Washington en zijn band regelmatig te zien op tournee door het Verenigd Koninkrijk. In januari 2009 bracht hij de single I'm Doing 99 Years uit en de opbrengst van de verkoop van de single ging naar de slachtoffers van misdaad en kindermishandeling. In juli 2009 was hij headliner bij het Kelvedon Free Music Festival. In augustus 2010 waren Geno Washington & de Ram Jam Band een van de hoofdacts op het Rhythm Festival en verschenen in oktober 2010 in het Gulbenkian Theatre in Canterbury. Meer recentelijk, in oktober 2014, traden ze op in de Spiegeltent van het Kunstfestival van Canterbury.
Hij werkte samen met komiek en muzikant Matt Berry voor het nummer Get Here in Time. Ook in andere activiteiten waarbij Matt Berry betrokken was, werd Geno genoemd op de song Theme From Snuff Box uit 2012 van Berry.

### Televisie en filmcarrière
Washington is sinds de jaren 60 ook op televisie verschenen. In 1966 verscheen hij in aflevering 11 van Ready Steady Go! Deze aflevering bevatte ook andere sterren zoals Françoise Hardy, Cilla Black, Wayne Fontana en The Spencer Davis Group. In 1967 verscheen hij samen met de Ram Jam Band in The Record Star Show. Sindsdien verscheen hij in Top Ten (1980) in 2000 en in de miniserie S.O.U.L.-Sounds of Underground London in 2003.
Geno verscheen in de film A Bit of Tom Jones?, die in 2009 in première ging in Londen. In de film, die werd gemaakt door Tred Films in Tredegar in Zuid-Wales, schitteren Jonny Owen en Roger Evans, met een cast met onder meer Matt Berry, John Henshaw en Denise Welch. De film won de BAFTA Cymru Best Film award in 2010.
Hij heeft acteren omarmd en speelde een rol in Paparazzo, een film uit 1995 met Nick Berry en Fay Masterson. In 2007 verscheen hij als zichzelf in de aflevering The Axeman Cometh van Midsomer Murders,  waarin ook Suzi Quatro en Mike Read te zien waren.

### Schrijven en spreken in het openbaar
Hij is de auteur van The Blood Brothers, een verhaal over oorlogsexploitatie. Washington heeft ook kinderverhalen geschreven. Hij is verschenen als een motiverende spreker.

## Discografie

### 7"-singles
- 1971: Alison Please / Each and Every Part of Me PYE
- 1971: Feeling So Good (Skooby Doo) / My Little Chickadee – PYE
- ----: Dirty, Dirty / Give 'Em a Hand – PYE
- 1975: End of the World / Tell Me Tell Me Please – DJM DJS
- 1975: Hold on Momma / Help I'm in Love Again – DJM DJS
- 1976: Love Me Love Me / Hold On – DJM DJS
- 1976: Oh Pretty Woman / B.S.E. Love – DJM DJS
- 1976: Your Love Keeps on Haunting Me / La La La – DJM DJS
- 1977: Soothe Me / My Kind of Love – DJM DJS
- 1977: Boogie Queen / Why Did You Go Away? – DJM DJS
- 1978: Proud Mary / Stir It Up – DJM DJS
- 1979: My Money Your Money / Get Some Bad Tonight – DJM DJS
- 1979: Baby Come Back / Caught in the Middle – DJM DJS
- 1984: Michael (The Lover) / Accept My Invitation – Soul Supply
- 1988: Rock the Car / Catch Me – Mil
- 1988: Jingle Bells / Rock the Car G Kap

### 12"-singles
- 1979: Baby Come Back / Caught in the Middle – DJM DJR
- 1979: My Money Your Money / Get Some Bad Tonight – DJR
- 1984: Michael (The Lover) / Accept My Invitation / Emergency 999 – Soul Supply
- 1988: Rock the Car / Catch Me – Mil

### Cd-single
- 1998: The Blues Walks With Me / Ake Me When the Morning Comes – Thunderbird

### Albums
- 1976: Geno's Back – DJM DJF
- 1976: Geno Live – DJM DJF
- 1979: That's Why Hollywood Loves Me – DJM DJF
- 1981: Put Out the Cat – Teldec
- 1986: Live Sideways – Ammunition
- 1987: Take That Job and Stuff It – Konnexion

### Cd-album
- 1998: Change Your Thoughts You Change Your Life (With the Purple Aces) – Thunderbird

- Gemeinsame Normdatei: 134551184
- International Standard Name Identifier: 0000 0000 4088 1333
- Library of Congress Control Number: no98025954
- MusicBrainz: 765c9af3-7a35-48c5-95f8-709e66046d9e
- Virtual International Authority File: 36530433
- WorldCat: E39PBJdmg3tmgtH9CryPvpfwmd